# Jakub Brabec
Jakub Brabec (* 6. August 1992 in Prag) ist ein tschechischer Fußballspieler.

## Karriere

### Vereine
Brabec spielte in der Jugendabteilung von Sparta Prag und begann seine Profikarriere 2008 bei FK Viktoria Žižkov. Hier spielte er drei Spielzeiten lang und kehrte 2011 als Profifußballer zu Sparta zurück. Dieser Verein verlieh ihn die ersten zwei Spielzeiten für die Dauer einer Saison erst an seine Reservemannschaft und anschließend an den 1. FC Slovácko aus.
Ab Sommer 2016 setzte Brabec seine Karriere mit seinem Wechsel zu KRC Genk im Ausland fort. Zur Hinrunde der Saison 2018/19 wechselte er leihweise in die türkische Süper Lig zu Çaykur Rizespor. Im Februar 2019 folgte dann erneut eine Ausleihe, dieses Mal zu Viktoria Pilsen nach Tschechien. Da der Verein im Sommer 2019 eine vereinbarte Kaufoption nutzte, wechselte Brabec zur Saison 2019/20 endgültig nach Pilsen. Er erhielt dort einen Vertrag für drei Jahre. Nach zwei dieser drei Jahre verließ er Pilsen und wechselte zu Aris Thessaloniki.

### Nationalmannschaft
Brabec startete seine Nationalmannschaftskarriere 2011 mit einem Einsatz für die tschechische U-18-Nationalmannschaft und durchlief bis ins Jahr 2015 alle nachfolgenden Jugendnationalmannschaften seines Landes. Mit der tschechischen U-19-Nationalmannschaft nahm er an der U-19-Europameisterschaft 2011 teil und wurde mit ihr Vize-Europameister.
Im  März 2016 debütierte er während eines Testspiels gegen die Schweden für die tschechische A-Nationalmannschaft. Er gehörte zum tschechischen Aufgebot bei der infolge der COVID-19-Pandemie erst 2021 ausgetragenen Europameisterschaft 2020, wurde aber nur im verlorenen Viertelfinale gegen Dänemark eingesetzt.

## Erfolge
- U-19-Vizeeuropameister: 2011
- Tschechischer Meister: 2014
- Tschechischer Pokalsieger: 2014
- Tschechischer Superpokalsieger: 2014